# Musa Alami
Musa Alami (em árabe: موسى العلمي, Müsə al-'Alāmi) (3 de maio de 1897 – 8 de junho de 1984) foi um político e filantropo palestiniano. De pensamento nacionalista, Alami representou a Palestina em várias conferências árabes, e na década de 1940 foi considerado como líder dos árabes palestinianos.

## Biografia
Alami nasceu no bairro Musrara de Jerusalém, na Palestina, no seio de uma família proeminente. O seu pai era o prefeito de Jerusalém Faidi al-Alami, a sua irmã estava casada com o político Jamal al-Hussayni e era tio do escritor Serene Husseini Shahid.
Recebeu educação escolar na Escola da Colónia Americana e na Ecole des Freres (escola francesa) em Jafa. Durante a Primeira Guerra Mundial, Alami trabalhou no gabinete de censura em Damasco. Alami manteve uma visão positiva do Império Otomano, lembrando que os árabes consideravam os turcos como parceiros em vez de opressores. Alami disse que "havia um maior grau de liberdade e autogoverno na Palestina do que em muitas províncias turcas".
Mais tarde estudou direito na Universidade de Cambridge, onde foi admitido na Sociedade Honrosa do Templo Interior e se formou com distinção.

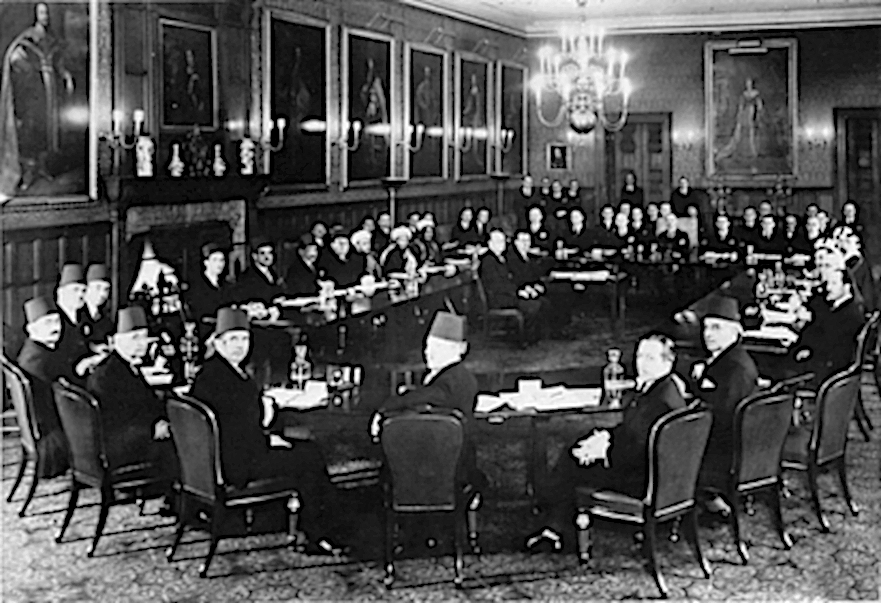
London Conference, Palácio de St. James, fevereiro de 1939. Delegados palestinianos (à frente), Da esq. para a dir.: Fu'ad Saba, Yaqub Al-Ghussein, Musa Alami, Amin Tamimi, Jamal Al-Husseini, Awni Abdul Hadi, George Antonious, e Alfred Roch. Frente aos palestinianos estão os britânicos, com Sir Neville Chamberlain a presidir. À direita está Lord Halifax, e à esquerda Malcolm MacDonald.

Ao retornar a Jerusalém, Musa Alami trabalhou para o departamento jurídico do governo do Mandato Britânico da Palestina e tornou-se secretário particular do Alto Comissário Geral Arthur Grenfell Wauchope. Em 1934 Alami participou em conversações com os líderes da comunidade judaica na Palestina, David Ben-Gurion e Moshe Sharett. Ben-Gurion refere que sugeriu que os sionistas poderiam fornecer uma ajuda significativa para o desenvolvimento da região, mas Alami respondeu que preferiria esperar cem anos e deixar a terra como era, desde que os palestinianos pudessem fazer esse trabalho.
Alami foi expulso do governo - o cargo era conselheiro jurídico - pelas autoridades britânicas e foi para o exílio em Beirute e mais tarde em Bagdade. Desempenhou um papel importante na Conferência de St. James, que constou de negociações com o governo britânico em Londres entre 1938 e 1939.
Após a guerra árabe-israelense de 1948, Alami perdeu a maior parte de sua propriedade em Jerusalém e na Galileia e foi morar perto de Jericó, onde adquiriu uma concessão de 20 km2 de deserto ao governo jordano. Em 1949 fundou a Arab Development Society para ajudar os refugiados de Jericó. Depois de descobrir água nas suas terras, fundou uma grande fazenda experimental e uma escola para crianças órfãs. Alami levantou fundos para construir aldeias para refugiados e fundou uma fazenda agrícola cujos produtos foram exportados. No Centro de Formação Profissional e Agrícola da Sociedade Árabe de Desenvolvimento, as crianças órfãs palestinianas aprenderam a cultivar, foram educadas e também treinadas em capacidades vocacionais, incluindo engenharia elétrica, tecelagem, carpintaria e ourivesaria, capacidades que estavam em alta procura no mundo árabe naquela época. Segundo Gilmour, que entrevistou Alami em fevereiro de 1979 em Jericó, tanto a fazenda como a escola tiveram muito sucesso até à invasão de Israel em 1967, quando dois terços da terra foram arrasados e 26 dos 27 poços de água foram destruídos. O exército de Israel destruiu sistematicamente o sistema de irrigação, edifícios e máquinas. Alami fez alguns reparos e conseguiu salvar uma fração da terra e manter a fazenda e a escola em atividade.
Musa Alami morreu em Amã em 8 de junho de 1984, em resultado da colapso circulatório. O seu funeral ocorreu na mesquita de Al-Aqsa, na sua Jerusalém natal. O ponto de controle das Forças de Defesa de Israel na saída leste de Jericó (através do qual os palestinianos que viajam para a Jordânia através da passagem Allenby Bridge) é chamado "Musa Alami" e a fazenda adjacente ainda é conhecida como "A fazenda de Musa Alami".

## Citações
| “ | O mundo árabe precisa de uma liderança iluminada a todos os níveis. Estamos concentrados no nível das aldeias | ” |

| “ | Um dos homens mais notáveis que conheci foi Musa Alami. - Norman Vincent Peale | ” |